# Crégols
Crégols is een gemeente in het Franse departement Lot (regio Occitanie) en telt 81 inwoners (2009). De plaats maakt deel uit van het arrondissement Cahors.

## Geografie
De oppervlakte van Crégols bedraagt 16,5 km², de bevolkingsdichtheid is dus 4,9 inwoners per km².
De onderstaande kaart toont de ligging van Crégols met de belangrijkste infrastructuur en aangrenzende gemeenten.

## Demografie
Onderstaande figuur toont het verloop van het inwonertal (bron: INSEE-tellingen).